# Raed Fares (activista)
Raed Fares (del árabe: رائد فارس Rāʾid Fāris; 1972 – 23 de noviembre de 2018, Kafranabel) fue un periodista, activista y líder de la sociedad civil de Kafranabel, Siria. Fue el fundador de Radio Fresh FMen 2013, una emisora de radio independiente que emitía a las audiencias de las provincias de Idlib, Alepo, y Hama. Fue asesinado por militantes desconocidos en su ciudad natal. El grupo Hay'at Tahrir al-Sham (HTS) fue culpado de su muerte.

## Activismo
Comenzó sus estudios en medicina, antes de dejarlos para marcharse a trabajar al Líbano. Fue en 2005 cuando regresó a Siria, donde abrió una agencia inmobiliaria. Con el comienzo del alzamiento sirio de 2011, Fares participó en cientos de manifestaciones en contra del régimen del presidente Bashar al Assad y continuó viéndolo como su principal enemigo. Fares solía sacar fotografías de las manifestaciones para luego esparcirlas por internet, pero se topó con la desconexión de las telecomunicaciones por parte del gobierno sirio, a partir de lo cual luego se desarrolló la idea de crear un centro de prensa en su ciudad, Kafranbel. Llamó la atención de los medios internacionales debido a su forma de escribir, a veces en forma de protesta sarcástica. Además, el uso de pancartas prodemocracia tuvo también mucho impacto, donde se incluía el uso del inglés; pancartas que defendían la revolución pacífica en Siria.
Fares fue un fuerte crítico del presidente Bashar al-Assad así como de grupos militantes como el Estado Islámico Iraq y el Levante (EIIL) y el  Hay'at Tahrir al-Sham (HTS), grupo que mantenía el control del área donde Fares fue asesinado. Sus críticas al régimen se basaban en que lo veía como un régimen totalitario y opresor del pueblo sirio, y él “quería ver un presidente distinto del que habían tenido durante los últimos cuarenta años”. En cuanto a los fundamentalistas, Fares admitió que entendía que hubiese gente que quisiera construir un califato en forma de respuesta a la excesiva violencia del régimen, por lo que la población había cambiado de una mentalidad sufí a una salafista, entendiendo este cambio dado por una absoluta ignorancia por el islam, por lo que fue fuertemente crítico con estos movimientos.

Fares también dirigió el Centro de Prensa de Kafranbel,el cual ganó prominencia durante el alzamiento Sirio en contra del régimen de Assad  con su uso de pancartas en inglés y su distribución en las redes sociales.
Fares sufrió varios intentos de asesinato debido a su trabajo durante la revolución. El 28 de enero del 2014, sufrió un ataque a manos de dos hombres desconocidos y enmascarados, uno de los cuales iba armado con un kalashnikov. Este se encontraba en su coche, a la salida del Centro de Prensa cuando fue atacado, disparando los perpetradores más de 40 veces.  Fue alcanzado tres veces en el pecho, tras lo cual fue trasladado a una sala de emergencia. Sobrevivió a este intento de asesinato tras una larga operación. Asimismo, fue también secuestrado y torturado, siendo colgado por las manos del techo, por militantes de al-Nusra, grupo afiliado a al-Qaeda. Fue liberado ante la presión popular y de los medios, llegando a admitir que el grupo había cometido un error al secuestrarle. Todos estos atentados sobre su persona no frenaron sus actividades en contra del régimen del Presidente al Assad o de los grupos más radicales del conflicto sirio, declarando tras su intento de asesinato “tengo mucho trabajo que hacer”.  Siguió con su trabajo pesar de que Fares parecía de ser más que consciente del peligro que esto suponía, pues, según el periodista francés Nicolás Henin “(Fares) era muy consciente de que no debía esperar morir silenciosamente en su cama”.

### Levantamiento
Raed fue una de las principales figuras de la lucha contra el régimen de al-Assad a nivel local desde el inicio del levantamiento. Participó en las protestas que comenzaron en Kafranbel en febrero de 2011, debido a lo cual tuvo que esconderse de las fuerzas de seguridad. Pasó a formar parte del “comité de coordinación rebelde” de su ciudad natal, surgido en mayo de ese mismo año. Tras escapar de la ciudad en junio, Fares se unió al recién creado (ese noviembre) Batallón de los Mártires de Kafranbel, que pasaría a incorporarse al Ejército Libre Sirio, y llegaría a participar en enfrentamientos con el Ejército del régimen de al-Assad, en concreto en los puestos de control de Kafranbel.
Finalmente, en agosto de 2012, la ciudad de Kafranbel fue liberada, retirándose las tropas del régimen y entrando fuerzas rebeldes. A pesar de haber sido liberada la ciudad, siguió siendo bombardeada por el Ejército Sirio durante todo el verano de 2012. Paulatinamente, las distintas formaciones yihadistas fueron expandiendo su influencia por la zona hasta controlar la ciudad, en especial a partir de 2015.

### Radio Fresh
Fares creó Radio Fresh FM en 2013, con la intención de proveer “noticias independientes para el pueblo sirio" pues sentía la necesidad de “ser más transparentes para que el pueblo pueda empezar a ver lo que está pasando en esta revolución” y “establecer un sentimiento de nacionalismo” La estación estaba situada en Kafranbel, llegando a las audiencias de las provincias de Idlib, Alepo y Hama. El proyecto empezó con la intención de convertirse en una plataforma alternativa donde la gente pudiese publicar los vídeos e información que grababan, pues la única plataforma disponible en el momento era SyriaTel, perteneciente al régimen sirio. Además, en Kafranbel el acceso a internet se encontraba desconectado por el gobierno, por lo que muchos se veían obligados a moverse a poblaciones cercanas para publicar sus noticias. Esta radio transmitía información crítica tanto de grupos islamistas radicales como al-Qaeda o el  EIIL, como del régimen del Presidente Assad. Fares montó la radio una vez que las fuerzas del ejército sirio perdiesen el control militar de la ciudad, usando para lo cual un edificio del gobierno. El grupo Hay'at Tahrir al-Sham (HTS), el cual controlaba el área, había ordenado a Radio Fresh el dejar emitir música y apartar a las mujeres de las transmisiones en directo, pues consideraba estas emisiones como haram. Radio Fresh FM respondió emitiendo sonidos como los del piar de los pájaros, el cacareo de las gallinas o cabras balando, e incluso cánticos de aficionados en partidos de fútbol, así como modificando las voces de mujeres con software informático, como un gesto sarcástico en contra de estas exigencias. Radio Fresh FM proporcionó formación en medios de comunicación a más de 2500 jóvenes con el objetivo de permitir a estos convertirse en ciudadanos-periodistas y cubrir las noticias en Siria.
Radio Fresh fue en parte fundado por la Human Rights Foundation, la cual organiza el Oslo Freedom Forum. A pesar de esto, Raed Fares siempre señaló que este apoyo no era suficiente, buscando siempre contar con el apoyo de EE. UU. Él, hablaba de la labor que Radio Fresh desarrollaba a la hora de mantener a la población alejada de grupos como el Estado Islámico al proveerla de mensajes alternativos; por lo que “no financiar a grupos humanitarios, podría hacer que los estadounidenses tuviesen que acabar gastando muchos más dinero en combatir nuevas amenazas.”
Fares dio un discurso en el evento de este foro en 2017. En su discurso, denunció las atrocidades y masacres cometidas por el régimen de al-Assad, al que se refirió como una de las dos formas de terrorismo que sufren los sirios (siendo la otra el llevado a cabo por el Estado Islámico). Asimismo, terminó su discurso haciendo una llamada a la paz a través de la que señaló como “la lengua universal”, tocando música con un laúd.

## Asesinato
El 23 de noviembre de 2018, Raed Fares Fue desperado por unos asaltantes desconocidos en su ciudad, junto a su amigo y compañero de activismo de oposición Hamoud Jneed. El tiroteo resultó en la muerte de ambos. Los asesinos de Fares no han sido nunca identificados, no obstante, el diario The Guardian reportó que “estaban esperando en una furgoneta fuera de la oficina de ambos, siguiéndoles a través del mercado, atacando su coche y disparándoles mientras intentaban escapar”. La muerte de Fares fue recibida con sorpresa y condena, así como tributos internacionales en ocasiones, que quisieron recordarle como “un ejemplo de la revolución pacífica que ha sido matado por radicales”. Al día siguiente, su funeral fue celebrado en la misma ciudad, donde el féretro de Fares fue llevado al cementerio escoltado por una marcha silenciosa de moteros. A este funeral acudieron más de 2.000 personas, provenientes también de otras localidades, al ser Fares una figura pública muy querida y respetada para los habitantes de Kafranbel.   The National reportó que los activistas de la oposición locales culparon al grupo Hay'at Tahrir al-Sham (HTS)  del ataque, aunque este nunca ha reivindicado su responsabilidad.